# Caetano Moniz de Vasconcelos
Caetano Moniz de Vasconcelos (Ribeira Grande, ? — ?) foi um grande proprietário e político açoriano que nos anos iniciais da Primeira República Portuguesa exerceu as funções de governador civil do Distrito Autónomo de Ponta Delgada (4 de Maio de 1911 a 18 de Janeiro de 1913) e do Distrito da Horta (8 de Fevereiro a 1 de Março de 1915). Enquanto governador civil de Ponta Delgada foi um dos fundadores da Sociedade Micaelense Protectora dos Animais.